# CKV Bank
CKV Bank (sinds maart 2025: BankB) is een Belgische financiële instelling waarvan de focus op kredietverlening ligt, met hoofdzetel te Waregem. De bank werd opgericht in 1956 als 'Centrale Kredietverlening' en werd een onderdeel van de groep Beaulieu, in handen van Dominiek De Clerck, de jongste zoon van Beaulieu-stichter Roger De Clerck.
CKV werkt met ongeveer 30 bankagenten en 200 kredietmakelaars, verspreid over het hele land. Sinds2024 is Inge Ampe CEO.

## Corporate Governance
De bank is een naamloze vennootschap naar Belgisch recht waarvan de aandelen voor 99,94% in handen zijn van de financiële holding Datex NV van zoon De Clerck. Daarnaast is er een beperkt aantal aandeelhouders die de resterende 0,06% van de aandelen bezitten.
Sleutelpersonen begin 2020:
- CEO: Inge Ampe
- Chief Commercial Officer (CCO): Barbara Vanhauter
- Chief Operations Officer (COO): Kathleen Debels
- Chief Information Officer (CIO): Patrick Herwegh
- Chief Financial Officer (CFO): Luc Boret
- Voorzitter raad van bestuur: Dirk Vanderschrick

## Ontstaan en overname door Beaulieu-groep
De bank werd opgericht in 1956 als lokale kredietverschaffer voor moeilijker kredieten of kredieten voor mensen zonder bancaire relatie. Begin de jaren 70 kwam de bank in financiële ademnood. Onder druk van de toenmalige Bankcommissie nam André De Groote vanaf 1975 de sanering van CKV op zich. Om te overleven kende de bank ook een grote nood aan bijkomend kapitaal. Nadat akkoorden met Credimo uit Asse en Westkrediet op de klippen liepen, werd alsnog de noodzakelijke 50 miljoen frank (1,23 miljoen euro) gevonden bij Waregemse textielondernemer Paul Van Heuverbeke en bij de vastgoedmakelaar Alfons Aertsen uit Loenhout.
De financiële problemen waren geenszins van de baan en midden de jaren 80 werd opnieuw vers kapitaal gezocht. Dit mondde in 1986 uit in een beoogde kapitaalsverherhoging van 74 miljoen frank (1,83 miljoen euro) waarbij Beaulieu-baas Roger De Clerck de meerderheid zou verwerven. Na protest van de Bankkommissie, die bezwaren uitte tegen de intrede van De Clerck die zich in datzelfde jaar moest verdedigen in een klacht wegens miljardenfraude, werd officieel gesteld dat de toen 26-jarige zoon van Roger De Clerck, Dominiek De Clerck, CKV zou overnemen. De financiering van de overname gebeurde door een persoonlijke lening die Dominiek De Clerck afsloot in Nederland. Mede door vele wijzigingen aan de top van het bedrijf en blijvende spanningen met de regulator, bleef de bank het grootste deel van de jaren 80 suboptimaal functioneren wat eindigde met een nieuwe kapitaalsverhoging begin 1988. Vanaf de jaren 90 ging het duidelijk beter met de bank en werd aangeknoopt met groei, mede dankzij de overname van de 'Hulpkas voor Volkskrediet' van Bank van Roeselare.

## Overname Goffin Bank door Beaulieu-groep en fusie met CKV
Begin 2010 nam de vennootschap Datex van Dominiek De Clerck de verlieslatende Goffin Bank (niet het verwante wisselkantoor met dezelfde naam) uit het Oost-Vlaamse Merelbeke over van de Antwerpse familie Savelkoul. Het was de bedoeling beide banken de eerste jaren naast elkaar te laten bestaan. Begin 2013 ging Dominiek De Clerck, mede onder druk van de toenemende vereisten van de regelgever en de zoektocht naar schaalvoordelen, over tot de fusie van beide instellingen en verdween de naam Goffin Bank.

## Verdere gestage groei door overnames
Na de financiële crisis kende de bank een gestage groei door diverse overnames. Zo legde CKV in 2015 de hand op de Spaanse dossiers van de klanten van het intussen failliete Optima. Begin 2017 nam CKV een portefeuille van ongeveer 100 miljoen euro hypotheken over van de Belgische tak van de Nederlandse bankgroep Van Lanschot. Midden 2021 volgde de overname van een deel van de kredietportefeuille van de Spaanse bank BBVA.